# Inled mig i frestelse (film)
Inled mig i frestelse är en svensk dramafilm från 1933 i regi av Gösta Rodin.

## Om filmen
Filmen premiärvisades på biograferna Plaza och Astoria i Stockholm den 2 december 1933. Som förlaga till filmen har man Frank Hellers roman Inled mig i frestelse som kom ut 1919.

## Rollista (urval)
- Erik "Bullen" Berglund – Qvillander, adjunkt
- Nils Wahlbom – Schorn, adjunkt
- Fritiof Billquist – Möbius, adjunkt
- Jullan Kindahl – fröken Lundén, hans moster
- Karin Nellemose – Vera
- Oscar Winge – Hoff-Jensen
- Nils Lundell – Perrini
- John Melin – advokat
- Emil Fjellström – biträde
- Lulu Ziegler – kabaretsångerska

## Musik i filmen
- Det är min charme, kompositör  Fred Winter, text Fritz Gustaf
- Kan du fresta mej?, kompositör David Ottoson, text Knut Esbjörnson